# Stazione di Casteggio
La stazione di Casteggio è una stazione ferroviaria posta lungo la linea Alessandria–Piacenza, a servizio dell'omonimo comune.
La gestione degli impianti è affidata a Rete Ferroviaria Italiana, controllata del Gruppo Ferrovie dello Stato.

## Storia
La stazione fu attivata nel 1858, all'apertura della prima tratta della linea Alessandria–Piacenza.

## Strutture ed impianti
La stazione è fornita di un fabbricato viaggiatori a 2 piani, in elegante stile neoclassico, del tutto simile a quelli presenti nelle altre stazioni principali della linea.
L'edificio è diviso in tre corpi: il corpo di fabbrica presenta un colonnato composto da cinque aperture a centina; tra il piano terra e il primo piano è presente una cornice marcapiano; il primo piano presenta cinque finestre monofore quadrate corredate di cornicione. Le ali laterali sono di uguali dimensioni e si sviluppano in modo simmetrico rispetto al corpo di fabbrica: si sviluppano su un unico livello e sono composte da due finestre a centina.
L'edificio è in muratura e tinteggiato di giallo.
È presente uno scalo merci, fornito di un piccolo magazzino merci in classico stile ferroviario.

## Servizi
La stazione offre i seguenti servizi:
- Parcheggio di interscambio auto[1]
- Sala di attesa

## Movimento
Il servizio passeggeri è svolto in esclusiva da Trenitalia (controllata del gruppo Ferrovie dello Stato) per conto della Regione Lombardia.
I treni che effettuano servizio in questa stazione sono di tipo Regionale.
In totale sono cinque coppie di treni che tra feriali e festivi effettuano servizio in questa stazione. Le principali destinazioni sono: Piacenza e Voghera.